# Rinə
Rinə o anche Reyna, è un comune dell'Azerbaigian situato nel distretto di Astara. Conta una popolazione di 925 abitanti.